# Humera
Humera (oficial Setit Humora, gî'îz ሰቲት ሑመራ) este un oraș din Etiopia.